# Trieces semirufus
Trieces semirufus là một loài tò vò trong họ Ichneumonidae.